# Un omicidio inutile
Un omicidio inutile (I, Richard) è una raccolta di racconti della scrittrice statunitense Elizabeth George, pubblicato nel 2001.
Il libro ha avuto traduzioni in danese, norvegese, tedesco, francese, olandese, svedese, oltre che in italiano.

## I racconti
L'autrice introduce ciascun racconto spiegando le circostanze che le hanno fornito l'ispirazione. 

### Falso obiettivo
Un gruppo di turisti americani frequenta un corso estivo sull'architettura storica a Cambridge e dintorni. Sono persone di varie età, la più giovane è Polly, ventitreenne, fotografa e autodenominatasi storica ufficiale del gruppo. La ragazza è troppo assidua con l'anziano professor Cleary, un botanico che potrebbe essere suo nonno. Avviene così una scenata tra Cleary e la moglie, da cui nascono molti pettegolezzi, innescati da Noreen Tucker, moglie di Ralph. Si visita un castello e, nell'occasione, arriva all'improvviso l'ispettore di Scotland Yard Thomas Lynley (nipote della proprietaria) con la fidanzata Helen Clyde.
Mentre è in corso la visita, avvengono due fatti: risultano mancanti due piccole brocche d'argento e il signor Tucker cade a terra colpito da un malore. Subito soccorso, l'uomo è morto sul colpo. Qualificatosi, Lynley si assume la responsabilità di perquisire i presenti, mentre si attende la polizia locale. Tucker è stato avvelenato, ma forse non era lui la vittima designata: aveva ingerito semi di tasso mischiati ad altra frutta secca. Con fulminea mossa, Lynley afferra la macchina fotografica di Polly e dimostra che l'obiettivo è falso e non ci sono pellicole, ma le brocche nascoste. Quanto a Polly, aveva stordito di attenzioni Cleary perché le indicasse un veleno mortale presente nella flora del luogo. E, mentre gli altri sono lasciati liberi, la ragazza è arrestata con accuse di furto e omicidio.

### Sorprese della vita
Douglas Armstrong e Donna sono sposati, ma l'attività sessuale di lui è compromessa da disturbi fisici. La differenza di età tra i coniugi (lui 55 e lei 29 anni) non è di aiuto all'uomo che, essendo al terzo matrimonio, sa quali desideri possa avere una donna tanto più giovane. Douglas consulta una sensitiva che lo allarma ancor più; allora, spiando la moglie, si convince che lei lo tradisca e si rivolge a un investigatore privato. Questi non ritiene ci sia molto da scoprire, ma cede alle insistenze di Douglas e, dopo due settimane gli fornisce una serie di foto. I contenuti sono innocenti, ma Donna è vista in posizioni affettuose con il fratello di Douglas (Michael), un brillante scavezzacollo amato da tutti. Allora Douglas concepisce il delitto e, presentandosi a casa una sera in cui avrebbe dovuto fare volontariato, fa uscire Donna con un pretesto e la strangola con una cintura da vestaglia. Proprio allora escono dalla casa decine di persone (figli, genitori, fratelli, amici) e appare una scritta gigante con auguri di buon compleanno: esplodono i flash e lo sciagurato Michael esce portando una magnifica torta. Ma subito si vede Donna esanime e le grida di gioia si tramutano in urla di costernazione.

### Un buon confine non  basta
In una zona residenziale piuttosto rinomata, c'è una casa disabitata e cadente che deturpa l'armonia del luogo. Quando arriva una proprietaria, i vicini vorrebbero fare amicizia, ma la donna non si fa vedere: di giorno insegna all'università e la sera resta a casa. Ha piantato edera in giardino e questa cresce lussureggiante. Finché un giorno la vicina, incinta del terzo bambino, scopre che ci sono dei ratti e, poco dopo, ne trova tracce anche nel suo orto. I tentativi di sensibilizzare la nuova signora (una russa) si rivelano infruttuosi al punto che, preoccupatissime, le vicine vanno ad indagare nel luogo da cui la donna proviene. La scoperta è orribile: lei aveva allevato ratti ed era stata allontanata solo dopo vari processi e ricorsi. Questo era avvenuto a centinaia di chilometri di distanza. Ora la storia rischia di ripetersi e i vicini tutti si organizzano, le donne come battitrici, gli uomini come randellatori. I roditori uccisi sono parecchi, ma il maggior numero si trova in una stia da galline. Orripilato, un vicino lancia nella stia un candelotto incendiario e segue una vera strage. Arriva la donna e rimane sconvolta ma, quando la portano in cucina a bere un tè, quasi tutti comprendono che lei si preoccupa solo dei ratti: essendo stata in gulag, si era convinta che fossero gli unici esseri ad averle dimostrato affetto. Ed ora deve andarsene, lasciare ogni cosa e ricominciare altrove la sua vita. E non ha una parola di pentimento verso le famiglie che la circondano e che ha messo in pericolo.
In fretta, la casa passa ad altri proprietari, una famiglia come le altre. Nessuno rimpiange la russa, tranne Willow, la vicina che aveva dato per prima l'allarme. Presa dal rimorso, va a cercare l'ex vicina e la ritrova in un quartiere disagiato nella periferia di una grande (e lontana) città. L'incontro tra le due donne è affabile, ma Willow inutilmente si illude che l'altra sia cambiata: invitata a vedere "i piccoli" della donna russa, si affaccia alla camera da letto dove quella ha alloggiato i ratti.

### Ricordati che ti amerò per sempre
Charlotte (Charlie) Lawton ha appena perduto il marito Eric, di 42 anni. Nell'ultimo periodo, prima della fine violenta, Charlie aveva sospettato Eric di tradirla e aveva tormentato se stessa con infruttuose ricerche, alle quali si sentiva rispondere che egli amava solo lei. Passati i funerali, Charlie si mette alla ricerca della famiglia di Eric (genitori e altri parenti) e si imbatte in una menzogna quasi senza confini: Eric aveva inventato la sua famiglia con foto e altri ricordi acquistati da un antiquario. La disperazione le fa aprire la cassetta di sicurezza in banca e qui trova un'assurda somma di denaro. Inoltre la casa è saccheggiata da ignoti. Decide allora di contattare la ditta farmaceutica presso cui Eric lavorava e scopre che non era un dipendente amministrativo, ma un biologo. Aveva creato un virus molto pericoloso che la ditta si accingeva a vendere al governo federale. Ma questo agente stava in una boccetta di sciroppo, rotta da Charlie durante le ricerche sull'infedeltà del marito. Solo a questo punto Charlie comprende perché da giorni soffre di gravi malesseri e perché Eric, conscio che lei aveva assunto il virus mortale, si era sparato dopo averle dichiarato il suo amore.

### Un omicidio inutile

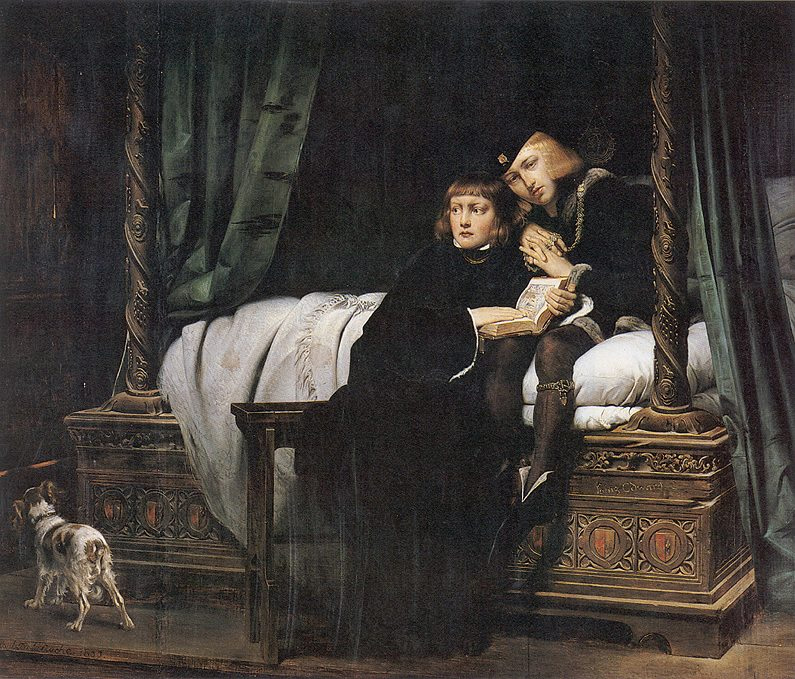
Re Edoardo V e il fratello Riccardo aspettano la fine, di Sir Paul Delaroche

Malcolm Cousins, Bess e Bernie Perryman costituiscono un triangolo amoroso. Bernie è alcoolizzato e Bess, sua moglie, divenuta amante di Malcolm, richiede prestazioni sessuali troppo intense, nella prospettiva di rimanere vedova e portargli l'eredità in dote. Appassionato studioso, Malcolm da dieci anni scrive un saggio in cui vuole dimostrare che il suo idolo, Riccardo III d'Inghilterra è stato calunniato dalla storia e non è l'uccisore dei suoi nipoti bambini Edoardo V e Riccardo, ma che il suo rivale, il futuro Enrico VII, aveva un più grande interesse a sbarazzarsi dei principini. Simulando una correttezza che nasconde il fastidio di soddisfare Bess, Malcolm rifiuta di agire contro Bernie, suo antico compagno di scuola; perciò Bess una sera, attua l'avvelenamento del marito (e Malcolm l'ha vista versare il veleno in un bicchiere di whisky). La morte di Bernie è considerata logica conseguenza del suo alcoolismo e nessuno richiede ulteriori indagini. I piani di Malcolm stanno per effettuarsi: lui sa da tempo che l'amico è rovinato e ha solo un bene: un documento autentico di Riccardo III che scagionerebbe per sempre il monarca, dopo secoli di calunnie. Ovviamente Malcolm medita di appropriarsi del documento  e lasciare Bess, ignara e disperata. Arriva a licenziarsi in previsione del momento che gli cambierà la vita, ma, con immensa sorpresa, quando rivede Bess, lei gli annuncia che ormai sono ricchi e lui non immagina cosa abbia venduto per riscattare le proprietà di Bernie.

## Edizioni
- (EN)  George, Elizabeth, I, Richard, London: Hodder & Stoughton, 2001
- George, Elizabeth, Un omicidio inutile, traduzione di Enzo Verrengia e M. Cristina Pietri, Milano: Longanesi, 2002, stampa 2003
- George, Elizabeth, Un omicidio inutile, traduzione di Enzo Verrengia e M. Cristina Pietri, Milano: TEA, 2005